# Giovanni Battista Zupi
Giovanni Battista Zupi (Catanzaro, oko 1590. – Napulj, 1650.), talijanski astronom, matematičar i isusovac.

## Životopis
Rođen je oko 1590. u mjestu Catanzaro. 1639. utvrdio je kako planet Merkur ima orbitalne faze, poput onih od Mjeseca i Venere. Njegova zapažanja su pokazali kako planet Merkur kruži oko Sunca. To se dogodilo trideset godina nakon što je Galileo konstruirao prvi teleskop. Umro je u Napulju 1650. godine. Krater Zupus na Mjesecu je dobio ime po njemu.